# Gang de Zemun
Le gang de Zemun est une organisation mafieuse serbe qui rassemblerait plus de 200 criminels contre lesquels il a été déposé plus de 300 actes d'accusation. Outre le trafic de stupéfiants, on recense à son actif plusieurs dizaines d'homicides, d'enlèvements et de crimes en tous genre. Le gang de Zemun est responsable de plusieurs attentats politiques.
L'enlèvement et homicide d'Ivan Stambolic, ancien président de la république de Serbie leur est attribué, ainsi qu'une tentative d'assassinat sur Vuk Drašković. L'assassinat du Premier ministre serbe Zoran Djindjic est également l'œuvre de ce gang.

## Source
- Encyclopédie des terrorismes et violences politiques de Jacques Baud -  (ISBN 2-7025-1135-X)

Site Globalterrorwatch de Jacques Baud